# Jacques Fesch
Jacques Fesch, em português chamado Tiago Fesch (1930-1957), foi um jovem criminoso francês de caráter místico religioso, encarcerado durante três anos na prisão de Santé, célebre prisão de Paris, e guilhotinado aos 27 anos, no dia 1 de Outubro de 1957, devido a um duplo crime em cometido em Fevereiro de 1954: um assalto de um cambista acompanhamento e a morte de um policial.
Jacques Fesch nasceu em 6 de Abril de 1930 em Saint-Germain-en-Laye. Ele é de origem belga e tido como da mesma família do Cardeal Joseph Fesch. O seu pai, Georges Fesch, era diretor de um banco belga para estrangeiros instalada em França.
Aos vinte anos, prestando serviço militar na Alemanha, casou-se como uma moça de Saint Germain-en-Laye, sua cidade natal. Nasceu-lhes uma filha, Verónica.
Decepcionado por uma vida sem ideal, consciente de sua decadência, tendo perdido tudo, acha que encontrará a salvação numa viagem em volta ao mundo. Queria comprar um barco para navegar.
O sonho se transforma em ideia fixa, que vai levá-lo a trágica agressão.
Na prisão, despetertou-se-lhe a fé há muito adormecida. Fé que cresceu com sua conversão, vivificou-se interiormente e, passo a passo, conduziu-o por ásperas veredas no ascendente caminho da ascese, até fazê-lo atingir os cumes da mística.
Ele foi guilhotinado em 1º de outubro de 1957.
Em 1987, um processo de beatificação da sua pessoa foi aberto pelo Cardeal Jean-Marie Lustiger, Arcebispo de Paris. Informações atuais da Arquidiocese de Paris informam que o processo não está aberto formalmente.
Trechos de seu Diário Espiritual
Estava deitado de olhos abertos, realmente sofrendo pela primeira vez na vida. Repentinamente, um grito irrompeu do meu peito, uma súplica por ajuda: ‘Meu Deus!’ E, como um vento impetuoso que passa sem que saiba de onde vem, o Espírito do Senhor me agarrou pela garganta. Tive a impressão de um infinito poder e de uma infinita bondade que, naquele momento, me fez crer com convicção que nunca estive abandonado”.
Última carta escrita
“Último dia de luta; amanhã, a esta hora, estarei no Céu! O meu advogado acaba de me dizer que a execução se realizará amanhã, lá pelas quatro horas da manhã. Que se faça a vontade do Senhor em todas as coisas! Tenho confiança no amor de Jesus e sei que Ele mesmo ordenará aos seus anjos que me levem nas suas mãos. Que eu morra como o Senhor quiser que eu morra, mas estou certo de que, na sua bondade, Jesus me dará uma morte de cristão, a fim de que, até o último momento, eu possa dar testemunho. É necessário que eu glorifique o seu santo nome, e eu sei que o irei glorificar. Por ora, estejamos calmos e façamos tudo com mansidão e suavidade. Eu não quero precipitar-me na oração com uma agitação fora do normal, mas continuar com medida a obra de redenção que o próprio Senhor iniciou em mim, há dois meses. Jesus está cada vez mais próximo de mim, mas em paz e no repouso da alma. Tão pouco meu corpo está perturbado, embora, naturalmente, a minha carne faça ouvir, de tempos em tempos, alguns surdos protestos. É necessário libertar-nos deste corpo corruptível como uma borboleta do seu casulo, e isto sempre dói um pouco! Devo fortalecer a vontade e, para isso, penso na procissão dos descapacitados que honram a Igreja. Serei eu mais fraco do que eles? Deus me livre disso!”